# Светослав (Силістринська область)
Светосла́в (болг. Светослав) — село в Силістринській області Болгарії. Входить до складу общини Кайнарджа.

## Населення
За даними перепису населення 2011 року у селі проживали 106 осіб.
Національний склад населення села:
| Національність   | Кількість осіб | Відсоток |
| ---------------- | -------------- | -------- |
| болгари          | 61             | 57,5%    |
| цигани           | 29             | 27,4%    |
| турки            | 15             | 14,2%    |
| Всього відповіли | 106            |          |

Розподіл населення за віком у 2011 році:
Динаміка населення: